# EVE burst error
『EVE burst error』（イヴ・バーストエラー）は、シーズウェアが製作したパソコンゲームを原作とする同名および別名の移植作やリメイクなどを含めた美少女ゲーム/アドベンチャーゲーム。後のEVEシリーズの第1作目でもある。
発売の年表は以下の通り。
- 1995年11月22日 - EVE burst error
- 1997年1月24日 - EVE burst error (セガサターン)
- 1997年5月30日 - EVE burst error (Windows 95)
- 2003年7月24日 - EVE burst error PLUS
- 2003年11月28日 - EVE
- 2010年3月25日 - burst error -EVE The 1st.-
- 2016年4月28日 - EVE burst error R
- 2016年11月25日 -EVE burst error A

## 概要
本作は1995年にPC-9801VX/UX以降の機種をプラットフォームとしてリリースされたアダルトゲームであり、剣乃ゆきひろ（当時）の代表作の1つである。
ゲーム自体は「コマンド総当り方式」で進められ、フラグを立てるには用意されている選択肢を手当たり次第に選択しなければならないが、シーズウェアの過去作『DESIRE 背徳の螺旋』を初出とするマルチサイトシステムと名付けられた2人の主人公の選択機能を継承しており、片方の主人公だけでプレイしていても必ずどこかで行き詰るようになっている。ただし『1st』だけは「ビジュアルノベル方式」が採用されたため読み進めるだけのゲームになっている。
舞台となる時代は作品ごとで差異があり、原作では1995年、SS/Win95/PLUSシリーズ/Rでは199x年となっている。
なお、当記事で『1st』以外のゲーム劇中テキスト（台詞）から引用している記述には、出典にもなり得るため〔ママ〕で二点リーダー（‥）を用いている。
原作の発売から約2年後にはセガサターン向けに移植された『EVE burst error』が発売され、例えば『セガサターンマガジン』誌の「読者レース」ではセガサターン全ソフト1156本中1位となるなど、極めて高い評価を獲得。サターンの18推ギャルゲーに対するサターンユーザーからの認識が「18禁パソゲーからエッチシーンを抜いて移植するだけ」から「家庭用ゲーム機でも通用する完成度の高さ」へと変化する端緒となり、その後の家庭用ギャルゲー市場の隆盛につながる画期とされている
。そのSS版を逆移植してアダルト要素を追加した、Windows 95以降OS向けの『EVE burst error』も発売された。
また、SS/Win95版をベースとしキャラクターデザインや原画を一新したPlayStation 2向けの新たなコンシューマー版『EVE burst error PLUS』、その『PLUS』に18禁のアダルトシーンを追加したWindows 98以降OS向けの3度目のパソコン版『EVE』、Win95版のダウンロード版、『PLUS』とも異なるキャラデザ&原画の一新のみならず、原作のシナリオ（ストーリー・設定・トリックなど多数）までも改変されたPlayStation Portable向けの3度目のコンシューマー版『burst error -EVE The 1st.-』、原作/SS版/PLUSなどをミックスしてのデジタルリマスター版とでもいうべき『EVE burst error R』（後にRをベースにアダルトシーンもデジタルリマスターし、追加した『EVE burst error A』もリリース）などをそれぞれリリースし、合計35万本超の累計販売本数を達成した。

## ストーリー
小次郎編12月3日、さびれた倉庫街に事務所を構える私立探偵・天城小次郎は、紛失した絵画の捜索を依頼される。絵画はほどなくして見つかる。実はこの絵画にはエルディアの王位継承の証となる国璽が隠されており、エルディア情報部長のディーブはそれを狙い、小次郎に本来の持ち主であるストールマン・孔を騙って絵画を探させていた。ところが、小太郎と同じ依頼を受けていた桂木探偵事務所の二階堂が小次郎達を出し抜いた事で、絵画に隠されていた絵画は見つかっても肝心の国璽は見つからなかった。その後、ディーブは本物のストールマンを拷問にかけても国璽の行方は解からなかったため、ストールマンを殺害した。
まりな編12月2日、内閣調査室の捜査官・法条まりなは、事実上の左遷先だったアメリカ合衆国から呼び戻されエルディア駐日大使の娘である御堂真弥子の護衛を命じられる。ふたりは行動を共にするうちに友情を深めてゆくが、彼女たちの裏ではある陰謀の準備が着々と進められていた。

## 設定
舞台は日本のベイエリア。また、事実上の序章とされている『悦楽の学園』と世界観を共有しているため、関連するキャラクターや組織なども登場している。
あまぎ探偵事務所小次郎が埠頭の倉庫街にある一戸を改装して開いた事務所。しかしライセンスを停止されているため、仕事の依頼がめったに来ない。プリンにとっては郷愁を感じさせる素敵な場所、他者は「依頼人を拒否しているとしか思えない」「想像を絶する場所」と評した。
内閣調査室オフィス街に本部を構えるまりな達の職場。劇中では「本部ビル」とも通称される。内閣に直属し、諜報を行う。略称、内調。実在するものは内閣情報調査室を参照。
桂木探偵事務所かつては業界トップの業績を誇った。腕利きの探偵である源三郎と小次郎を同時に失い、依頼の達成率が悪化。二階堂に殺人の容疑が掛けられたことにより、経営はさらに傾くが、のちにプリシアを保護し、名誉を一気に回復する。
サン・マンション小次郎と弥生が同棲していたマンション。源三郎の逮捕をきっかけに、小次郎は港の倉庫街に移るが、弥生は402号室に留まった。のちに、まりなと真弥子が403号室で生活を始める。
教育監視機構氷室が捜査員として属している組織であり、まりなも真弥子の護衛を務めるために一時的に所属となる。通り名は「監視機構」で、海外版での名称はSurveillance Organization Bros. (S.O.B.s.)。
未成年が被疑者となることが多い教育機関の問題を解決するために試験的に設立された組織であり、専従の捜査員が教育委員会および警察と共に事件の解決にあたる。組織の実態は国民に知らされておらず、治外法権や外国への応用も検討されている。
セントラル・アベニューモダンな建築物が建ち並ぶビル街。昼夜を問わずネオンサインが輝く。
プリンセス・ホテル政府の要人も利用する高級ホテル。10階から上がVIPルームとなっている。最上階にはレストランと展望台がある。地下にはショットバーがあり、小次郎とグレンの待ち合わせ場所となっている。
エール外国人学校（英: Yale International School）
エルディアの教育基金を元に造られた、在日エルディア人子女のための高等教育インターナショナルスクールであり、ストールマン・孔が校長（ディレクター）を勤める。
必履修科目は英語とアラビア語。9時から18時までは校内の施設（図書館とプール）を一般に開放している。治外法権は存在しない。近隣には学生寮もあり、真弥子と氷室が住んでいる。
エルディア大使館 （英: Eldian embassy）
他国の大使館が複数存在するベイエリアの一等地に位置する。ロス・御堂が大使として勤務する。厳重な警備が施されており、違法な電波を遮断する仕掛けもあるため、館内の会話を盗聴することは不可能である。
エルディア王国（英:  kingdom of eldia）
別名「エール」。アラビア半島の南西部に位置する絶対君主制の多民族国家。国王が首相を任命。国教はイスラム。主な収入源は観光と鉱物。
前国王の死去にともない、世論は民主化へ傾いている。
『1st』での設定
砂漠と山に囲まれた過酷な自然環境。貧しく教育・医療も不十分。古いしきたりが重視される。
テラー（英: Terror）
旧エルディア情報部の実行部隊で、国際指名手配されている。
王権派王制の維持を志向する勢力。
反王権派（改革派）エルディアの民主化を押し進める勢力。Cプロジェクト崩壊後、ロイド首相のもとで王宮省、科学局、情報部を解体。プリシア即位の動きに対し、真弥子の即位を画策する。
国璽エルディア唯一の官印。王位継承の証しで、戴冠式の際に必要となる。
トリスタン号戴冠式が行われるエルディア船籍の客船で、船名はケルトの伝説「トリスタンとイゾルテ」に由来する。
CプロジェクトNeo Cerebral Project（新たな頭脳の計画）の略で、源三郎が発案者である。先進国の援助を受けて旧エルディア科学局が極秘裏に進めていたが、局長だったドールマンが実子に殺害されたことにより、崩壊する。
μ-101（ミューイチマルイチ）Cプロジェクトの成果とされるものであり、陸幕二部が回収に乗り出す。海外版の名称は「A101」。

## 登場人物
天城 小次郎（あまぎ こじろう）主人公の1人で一匹狼の探偵。「桂木探偵事務所」の元所員。
法条 まりな（ほうじょう まりな）主人公の1人で国家機関のエージェント。
御堂 真弥子（みどう まやこ）まりなが護衛することになる女子高生。
プリン小次郎が保護する素性不明の外国人。
桂木 弥生（かつらぎ やよい）小次郎の元同僚かつ恋人で「桂木探偵事務所」の所長。
氷室 恭子（ひむろ きょうこ）真弥子の通う「エール外国人学校」の女生徒。
甲野 三郎（こうの さぶろう）まりなの上司。
柴田 茜（しばた あかね）小次郎に仕事を紹介した旧知のルポライター。
グレン小次郎が利用する裏社会の情報屋。
二階堂 進（にかいどう すすむ）弥生の探偵事務所の所員。
香川 美純（かがわ みすみ）まりなが勤務する内閣調査室に出入りする監査官。
鈴木 源三郎（すずき げんざぶろう）まりなの行く先々に現れる保険屋。
シリア・フラット
- 声：高乃麗/一条沙希（PLUS18禁）

英名表記はSiria Flatte。海外版ではNatasha McLean。エール外国人学校にてアラビア語の授業を担当する女性教師。出身がエルディアである事以外の詳しい詳細は不明となっており、小次郎やまりなの行く先々に現れては、何かと助言や忠告をする。
実は桂木源三郎とエルディア人の女性との間に生まれた娘であり、弥生とは異母姉妹の関係になるが、当の弥生本人はその存在どころか、父の源三郎に愛人がいた事すら知らない。幼い頃から自分に対して戦闘技術しか叩き込まなかった父を嫌っているが、反面父性愛に飢えている部分もあり、弥生ともども極度のファザコンの一面がある。父の日本帰国後、二重スパイとしてエルディア情報部に残り、父を陰でサポートしていた。源三郎が刑務所での襲撃から生き延びたのも、シリアが情報をリークしたからだった。
真弥子の周辺で色々と調査するまりなが現れてからは、軍用ナイフを用いて脅し「テラー」の存在を匂わせて手を引かせようとしたり、1度は敵と判断して決闘をもちかけ真弥子を利用したりもしたが、源三郎の加勢などで傷を負い姿をくらます。その間は単身でプリシア（プリン）の身を案じて探し続け、小次郎の事務所にいた事を突き止める。事務所に忍び込んだシリアは小次郎をナイフで脅しプリシアの安否を確かめようとするが反撃され逆に尋問されるが、銃創の悪化に耐えられなくなり目の前で倒れる。
翌日、銃創を完璧に手当し明け方まで不眠で看病してくれた小次郎から提案された、「どちらかがお互いの事を気に入って先に達したら負け」という賭けの性交渉を受け入れて肉体関係を持つが（コンシューマー移植版ではくすぐりの刑やマウントポジション争いの勝敗）、事後を目撃され弥生と痴話喧嘩をする姿を見聞きする内、父とよく似た小次郎に対する敵意は完全に消え、事あるごとに話題にされながら褒められ続けたことで胸に対するコンプレックスも克服したらしく、治療の借りは必ず返すと告げて好意的に別れる。
ディーブの一味に戻り小次郎と再会した際は、あくまでも敵対者として振る舞いながら脱出させようと拘束具のワイヤーに細工を施すなど協力し借りを返した。ディーブの死後は、豪華客船の「トリスタン号」に乗り込み、本来の防衛の対象であるプリシアを陰ながら護衛していたが、機関室にて暴走した御堂の凶弾によって致命傷を負い、最後は沈み行くトリスタン号の中、同じく脱出不可能になった源三郎の隣で息絶える。
松乃 広美（まつの ひろみ）
- 声：むたあきこ/吉永あゆり（PLUS18禁）

『悦楽の学園』のヒロインで、本作ではエール外国人学校には美術の教育実習生として赴任した大学生として登場している。普段はエール外国人学校所有の図書館に勤務している。大学では古美術史を専攻しており、図書館にイスラム紋様の絵画を調べに来た小次郎に協力している。誰にでも笑顔で優しく接するが、やや子供っぽい振る舞いや仕草をする面もある。
上述の高校時代の事件から、エール外国人学校にディレクターの脱税調査のため潜入して来て再会する事になった氷室に陰で情報提供していたが、広美本人はディレクターのストールマン・孔に対して好意的に見ていた。
『TLO』の直前にあたるCDドラマではエルディア大使館傘下の研究施設に勤務。そこで悩み事を抱える上司に小次郎と氷室を紹介したりもしている。
ロス・御堂（ロス みどう）
- 声：若本規夫/馬並硬太（PLUS18禁）

英名表記はRoss Mido。エルディア共和国より在日中の親善大使で、エール外国人学校の名誉理事長も兼任している。急激に活発になり始めているテロリストの襲撃から義理の娘である真弥子を守るため、日本政府に護衛を依頼し、元内調のエージェントであるまりながその護衛任務を受ける事になった。首相のアクア・スティル・ロイドと同様、エルディアに新たな改革をもたらす事を望んでおり、一見、娘思いの温厚な人物に見えるが、他人に隙を見せる事はない。
前国王の狂信的な信者であり、かつて前国王によってエルディアが支配されていた際には、エルディア情報部の局長を務め、ディーブ・源三郎の二人と同様、陰でエルディアを動かしていた。源三郎の提案した「Cプロジェクト」の中心人物でもあったが、研究の担当を行っていたドールマン・孔が息子のストールマンに暗殺された事でプロジェクトは崩壊し、情報部や科学局も解散せざるを得なかった。
しかし、アクアと結託して、秘密裏に有機ヒューマノイド・御堂真弥子に前国王とアクアの記憶を移植。彼女に自分が前国王と妾の間に生まれ、父である前国王に裏切られたと思い込ませる事で、彼女がエルディアの次期国王に立候補するよう仕向けており、自らは真弥子の人格を支配していた前国王の命令に忠実に従っていた。また、真弥子がテロリスト達に襲われていたのも、王権派の目論見によるものと見せかけ、自分達改革派の支持率を上げるための自作自演であった。更にエルディア情報部の次長であったディーブには、ストールマンが隠した国璽の原版が隠してある絵画の捜索をさせていたが、密かに桂木探偵事務所の二階堂進とも裏取引きを行い、同じく国璽の捜索をさせていた。
その後、国璽を手に入れる事に成功し、トリスタン号の戴冠式にて、当初の目的どおりに真弥子を次期エルディア女王に擁立させようとしたが、真弥子が自分の出生について知り始めた事で、真弥子はプリシアに次期女王の座を託してしまい、自らの計画は御破算に終わった。
その後、プリシアによって、自らのエルディア大使としての任を解かれ、逮捕命令が下される。プリシアを人質に取り、まりな達が自らを逮捕できないよう、エルディア領域に逃れようとするが、自らの出生を知った真弥子の暴走に巻き込まれる形で死亡する。
ストールマン・孔 (ストールマン こう)
- 声：茶風林/邪風林（PLUS18禁）

英名表記はStoleman Ko。エール外国人学校の校長（ディレクター）を務める東洋人の男性。長らくの間、旅行中との事で行方不明になっていたが、小次郎が絵画捜索の依頼を受けた2日後、夜の自宅にて、喉元をサバイバルナイフで切り裂かれた死体の状態で小次郎に発見された。彼の殺害現場を目撃した小次郎と氷室はこれをきっかけに協力体制をとるようになる。
エルディア共和国では祖父の代から国王に仕えており、国民の知的水準が非常に低い事から、国王に進言して、教育基金を設立し、日本にエール外国人学校を創設した。
急進的過ぎる改革を推し進める御堂やアクアには反感を抱いており、同じく急進的な改革に危惧を感じていたプリシアのサポートを行う。その後、金と時間さえ貰えばどのような非道な研究をも行う父・ドールマンを殺害する事で、御堂の野望である「Cプロジェクト」を崩壊に導いた。
プリシアが御堂達に命を狙われる事を悟ったストールマンは、戴冠式の一週間前にプリシアを日本へと脱出させ、彼女に特殊な暗示をかける事で、彼女が一時的に自分をプリシアの侍女であるプリンだと思い込ませた。この暗示は、エルディア王家に伝わるある詩をプリンが聞く事で解除されるようになっている。
プリシアと別れた後、エルディアの次期女王を決めるために必要となる国璽を二つに分割し、一つは自宅にある絵画に仕込ませ、もう一つはエール外国人学校のディレクタールームに隠した。更に絵画のイミテーションを製作しようとしたが、ディーブに拘束され、拷問を受ける。ディーブのアジトから脱出して自宅に戻ったものの、そこには国璽は無かったため、プリシアの安否を確かめるべく小次郎に連絡を取ろうとするが、そこへ現れたディーブに殺害された。
桂木源三郎とは、エルディア時代からの親交で、自らの死が訪れた場合の保険として、プリンとして活動するプリシアが小次郎と接触できるよう、国璽の受け渡しの場所をあまぎ探偵事務所付近の波止場に指定した。
ディーブ
- 声：茶風林/邪風鈴（PLUS18禁）

英名表記はDeeb。海外版ではPat。エルディア情報部の次長で、ストールマンの名を騙って小次郎や弥生達に国璽の隠された絵画の捜索を依頼した。本物のストールマンを殺した後、エール外国人学校のディレクタールームに分割された国璽の一つが隠されている事を知り捜索に向かうが、既に源三郎が持ち出していた。しかしその後、既に死亡している二階堂が出し抜いていた事に気付き、二階堂と結託していた茜を捕らえ、拷問にかけた末、小次郎の元に置いて来たカメラに国璽の一つが隠してある事を突き止め、小次郎をセントラル・アベニューに誘導し、その隙にカメラを手に入れ、国璽の一つを手に入れる。そして今度は小次郎をプリンセス・ホテルで捕らえ、もう一つの国璽の在り処を聞き出すべく大量の自白剤を投与するが、二階堂と御堂の裏取引を知る。
小次郎の話した事実を突き止めるべくプリンセス・ホテルにて御堂と落ち合うが、意見の対立と同時に真弥子に前国王の人格が眠っていた事を知る。前国王の人格に乗っ取られた真弥子に襲われ、部下を失い孤立したディーブは、そこへ現れたまりなを気絶させて捕らえ、国外から脱出するべく茜から手に入れた国璽を所有したままトリスタン号に乗り込む。しかし、御堂と前国王に人格を支配された真弥子に追い詰められ、前国王の手によって処刑された。
アクア・スティル・ロイド
- 性別：女
- 声：田中敦子/深井晴花（PLUS18禁）

英名表記はAqua Royd。海外版ではAmanda Steele Lloyd。エルディア共和国政府の首相で、御堂と意見が対立していた小次郎とショットバーで出会った。
元エルディア情報局員である源三郎とも関係があり、彼とはプリンセス・ホテル内で密会している。
前国王と妾の間に生まれた娘であり、本来なら習わしで堕胎されるはずだったが、母親がこれを拒否して逃亡し、御堂と結婚する。このため、御堂の義理の娘でもある。また、母がアクアにも王位継承権があると主張した結果、前国王によって爆弾テロに見せかけて殺害される。
その後、海外留学を経てエルディアに帰国し、政治家として国政に参加した。国王の死後、それまでの恐怖政治とは違い民主的な解放政治を展開するなど辣腕を振るう。しかし、急速な西洋文化の浸透や民主化への改革によって、国民が世論操作によって簡単に扇動されてしまいエルディアが他国の植民地にされてしまう事を危惧したプリシアや、エルディアの伝統文化を無視した改革に反感を抱くストールマンを、アクアは王制の信奉者と見なすようになり、御堂に協力して、自らの記憶を「Cプロジェクト」によって生み出された有機ヒューマノイド・御堂真弥子に移植する。彼女を次期女王に即位させ、更にはエルディアの王制を廃止させる事で、プリシアの次期女王即位を妨害しようと目論む。またプリシアも、アクアが前国王の記憶の眠る真弥子を使って、エルディアに再び恐怖政治を展開させようとすると勘違いさせる事になってしまい、戴冠式当日になってようやく和解が成立した。アクアはプリシアの女王即位を承認した。しかしその時のプリシアとの密談を前国王の人格が眠っている真弥子が目撃し、最終的には前国王の人格に支配された真弥子によって裏切り者として殺害された。
ドールマン・孔（ドールマン こう）
英名表記はDoleman Ko(Kou)。ストールマンの実父で、エルディアの科学局局長を務めていた。
源三郎が発案した「Cプロジェクト」を引き継ぎ、プリシアの遺伝子データを基に有機ヒューマノイド・御堂真弥子を生み出したほか、劇中に登場する自白剤なども作った。
前国王が御堂を通じて計画を知った事で、前国王とアクアの記憶を真弥子に移植した。しかしその後、Cプロジェクトを崩壊をもくろむ息子によって殺害された。
シルディ
- 声：-

英名表記はSildy。海外版ではJenny。エルディア情報部員で、ディーブの部下の一人。ディーブ同様サディストで、拷問に苦しむ姿を見る事に快感を覚える。ディーブと共に小次郎や茜の拷問を行い、グレンを背後から銃殺したが、最終的には内調によって逮捕された。
『PLUS』では、黒いコートを着た褐色の肌の女性として描かれている。
サラ
- 声：-

英名表記はSarah。エルディア情報部員で、ディーブの部下の一人。ディーブ同様、拷問に苦しむ姿を見る事に快感を覚える。ディーブと共に小次郎や茜の拷問を行ったが、最終的には内調によって逮捕された。
『PLUS』では、白いコートを着た白い肌の女性として描かれている。
エルディア前国王
1年前までエルディアの国王であった人物。悪政の限りを尽くした暴君で、一般市民のみならず、やがては王権派の中にまで反感を持たれる。
自分の命が狙われている事に気付いていた前国王は、死亡する直前、御堂を通して、源三郎が提案しドールマンが実行に移した「Cプロジェクト」の存在を知り、完成した有機ヒューマノイドに自らの記憶を移し、同時に、アクアの記憶も移植することで全くの別人「御堂真弥子」を造り上げた。そのうえで、暗殺者「テラー」によって暗殺されたという偽情報を流し、自らのかつての身体を暗殺されたよう見せかけて処分する。
自分の死を偽装した前国王は、普段はアクアの記憶を利用し、自らの精神を真弥子の身体の中に潜ませていた。また、自身の身体が滅んだ現在も自分に忠誠を誓う御堂には、真弥子の父親を演じさせ、真弥子に自らの記憶を繋ぎとめさせる効果を持つ、特殊な細胞安定剤を含有した薬品を服用させていた。だが、当の真弥子本人は自らの身体の中に死んだはずの前国王の記憶と人格が潜んでいた事や、自らの記憶が本当はアクアのものであった事については全く知らなかった。
真弥子の身体に潜んでいた国王の人格は、自らに狂信的な忠誠を誓う御堂を通して、ディーブらエルディア旧情報部のメンバーを動かして、自らの秘密を知りなお且つ再び王位を手に入れようとしている自らの最大の障害であるプリシアの抹殺を目論む。更に自身もまた、真弥子の人格と入れ替わった際に、幾度かの殺人を起こしており、事実上今回の事件の黒幕となってもいる（つまり、小次郎やまりなが一連の事件の犯人だと考え、追い続けていた「暗殺者テラー」そのものである）。
御堂と二階堂が裏取引きを行った際、自らも交渉に同席したが、交渉決裂となり殺害。この時盗聴阻止のため、プリシアの気に入っている音楽を大音量で流していた事で、クローゼット内に潜んでいたまりなは交渉の内容を完全には聞き取れなかった。更に二階堂の右手には、プリシアの毛髪を絡みつかせていた。しかし二階堂を殺害しても、肝心の国璽の一つは茜が隠し持っていたため、手に入れる事はできなかった。
その後、小次郎や茜を拷問した事で二階堂と御堂の裏取引きを知ったディーブが、御堂と密談を行った際に自らも同席。ディーブたちに自分の正体を知られた上、国璽を持ち去られる。トリスタン号に隠れていたディーブから国璽を奪って殺害する。
そして、「トリスタン号」での戴冠式に乗り込んできた小次郎からもう一つの国璽を入手する。しかし、首相のアクアが自分や御堂を裏切ってプリシアの次期女王即位を認めたうえ、真相を暴露されたためアクアを殺害する。真弥子が正気を取り戻した時、目の前にアクアが見えなかったため、真弥子はアクアが怒って姿を消してしまったのだと勘違いしていた。そしてこの辺りから、前国王の記憶を繋ぎとめておくための薬を飲んだ真弥子が自律神経の崩壊を始めたのと同時に、前国王自身も精神に更なる変調をきたし、真弥子の身体の中で完全に消失した。
ラストマ・グルリタ・ラシャール卿
英名表記はSir Lastma Gurrita Lac(s)hal。
- 性別：男
- 声：大橋隆昌（PLUS）

真弥子を拐かそうとした誘拐犯の1人。エルディアの国璽の製作者。一世紀前に自害。
兵士
- 声：東久仁彦（PLUS）

まりなに銃殺されたディーブ配下の男。

## 作品一覧

### EVE burst error
当記事では混同を避けるために略記では原作とし、2003年発売の『EVE』に同梱された完全移植版についてはEVE同梱版とする。18禁作品。EVEシリーズの中で剣乃が関わった最初で最後のタイトルであり、移植や続篇を経てからは「オリジナルEVE」「オリジン」とも総称され、「シーズウェアのNo.1ヒット作」「シリーズ最高傑作」 などと評された。
男主人公で私立探偵・天城小次郎視点の「Kojiroh」と、女主人公で国家エージェント・法条まりな視点の「Marina」のどちらかを選んで始め、それぞれ別のデータでのセーブを繰り返しながら「マルチサイトシステム」で相互干渉するイベントを消化しつつ進めていき、エピローグ直前にて問われることになる連続猟奇殺人事件の犯人名をプレイヤー自身で推理して解答し、その正否で分かれる2つの内のどちらかのエンディングで締め括られる。
最初の移植作となったセガサターン版からは、18禁表現がそのまま再現できない事情もあっていくつかのイベントの変更が常となり、特に直接的性交のアダルトシーンはPLUS18禁版を除いて全てカット、あるいはシナリオと原画そのものを変えて表現され、中でも小次郎編でのシリアとの6日冒頭イベントはほぼ全タイトルで改変されていった。
また、コマンドや会話では他のキャラを怒らせたり呆れさせたりする「おバカなこと」「突拍子もない選択肢」「猥談」が含まれていることも特徴としており、特に猥談については18禁ゆえの過激かつストレートな表現や記述が多く、PLUS18禁版でもこれらの表現の採用は見送られた。
当作の時点ではサイトチェンジのタイミングガイドやデータログ機能はまだ存在せず、セーブに関してもコンシューマーゲーム版のようないつでも開けるポーズメニュー制ではなく「あまぎ探偵事務所」か「サン・マンション403号室」、あるいは特定の場面までストーリーを進めることでコマンドに「セーブ・ロード」の選択肢が現れるという仕様となっている。
制作期間は4か月。出荷本数は数万本。
- 音楽、書籍
  - 『EVE burst error [イヴ] 原画&設定資料集』ソフトバンク、1996年12月25日。ISBN 4-7973-0173-2。
  - 『梅本竜RARE TRACKS Vol.4 EVE burst error "THE PERFECT"』EGG MUSIC RECORDS、2009年1月9日発売、品番 EMCA-0009 - FM音源チップ「YM2203」で鳴らしていたゲーム収録版ではなく、多重PCM音源を使用しPSGパートを復元しての豪華な音で新録した2枚組のサウンドトラック。カバーアートはSS/Win95版のサントラとは逆で、Win95版のボックスアートなどで使用された裸体の真弥子のものを転用している。#BGMも参照。
  - 『EVE burst error "THE ORIGIN"』非売品 - コミックマーケット75やAC-MALL（EGG MUSIC直販サイト）で上述の『THE PERFECT』を購入した先着1000名のみに配られたもので、『THE PERFECT』とは逆でゲーム収録版そのままのサントラ。ただし、曲名が全く同じになっているため混同されやすい一面がある。

### EVE burst error (セガサターン)
当記事では混同を避けるために略記ではSS版とする。18歳以上推奨のコンシューマーゲーム作品である。
原作スタッフの数名と当作からの新メンバーが手掛けた移植版。小次郎編DISC、まりな編DISC、テラー編DISC、Making of EVE burst error DISCとマニュアル、キャラクター設定集で構成されており、小次郎編、まりな編、テラー編の各DISCを入れ替えながらゲームを進める。
「Making of EVE burst error DISC」には、MAKING（製作現場、後日談）、SOUND（俳優、収録風景、MUSIC）、CG GALLERY（未公開映像、ANIME）が収録されており、これらは本篇をクリアしないと閲覧できない。
出荷本数は約20万ないし30万本で、1作目を題材にしたタイトル中で最大の売り上げを達成した。

#### 原作との主な変更点
SS版ではキャラクターに声が追加された一方、小次郎編の小次郎およびまりな編のまりなは、プレイヤーが操作するキャラクターへの感情移入を容易にするために声が当てられなかった。
また、新しく追加された機能としては、サイトチェンジが必要なシーンになると効果音とアイコンの点滅で知らせるガイド機能、既読のテキストをある程度遡って読み返せるデータログ機能が追加された。
テキスト内における年代表記が「9x」に統一された。また、セガサターンのレイティングに合わせるため、性的な描写が削減された。
演出上の変更点としては、ほぼ全てのCGがアニメ絵風に統一されたことと、オープニングや戦闘シーンなどのアニメーションが追加されたことがあげられる。これに伴い、銃器の使用シーンが新規のアニメパートに置き換えられており、原作では設定だけで終わっていたレーザーサイトの照射や、FPS視点のみだった発砲シーンに俯瞰のカットを追加するなどしている。
なお、新規追加されたアニメーションは、『R』のオープニングアニメの素材として一部が採用された。
エンディングの順番も変更されており、裸体のカットが「起きる時間です」の後に、ポートレイト風カットがクロージングクレジットの前になっており、人物の衣装が私服から劇中準拠に変更されている。また、クレジット演出もキャラの立ち絵を用いた紹介ではなく単なる文字のみで、最初のクレジット者が小次郎ではなくまりなになっている。加えて、今作はレイティングの関係によるアダルトシーンの改変に端を発するシナリオやビジュアルに手が加えられた最初の作品でもあり、それらは剣乃ではなく別人（非公開）、田島（松本、薄）ではなくスタジオ旗艦などが担当した。
また、SS版におけるパロディとして『エイミーと呼ばないでっ』の篠原栄美（しのはらエミ）をはじめとする様々なキャラクターがモブキャラクターとして登場した。
BGMは梅本および高見ではない別人（非公開）の手によるアレンジが施され、一部効果音が変更された。
- 限定、特典、廉価版
  - 『EVE burst error Premium Pack』 - 初回限定版。
  - 『EVE burst error & EVE The Lost One VALUE PACK』
- 書籍、グッズ
  - 『EVE burst error オフィシャルガイド』アスキー、1997年3月7日発売、ISBN 4-89366-677-0
  - 『EVE burst error SPECIAL TRADING CARD』トレーディングカード、イマジニア - 全99種類、1パック12枚入り、1BOX15パック入り。

### EVE burst error (Windows 95)
当記事では混同を避けるために略記ではWin95版とする。キャッチコピーは「AVG史上に残るこの名作を 今、最高のクオリティで。」
SS版スタッフの数名と当作からの新メンバーが手掛けた、成人向けの逆移植作にあたり、サイトチェンジに際し各DISKを交換しなければならない欠点があったが、今作ではプレイ状況に応じたCDの入れ替えのみになった。後発のDVD-ROM版ではディスク1枚に全データが収録されたためディスクチェンジ不要で最後までプレイ可能となっている。
本篇中のBGMをFMシンセサイザーかGM・コンパチブルから選べるようになった。
エンディングが再編集された結果、日記からクロージングクレジットの間にあった裸体のズームアウトのカットが削除され、タイトル画面の流用でスタッフを、次にキャラの立ち絵を用いた原作準拠の演出で小次郎からキャストを紹介し、SS版準拠のポートレイト風カットで締め括られるものとなった。
当作は北米に向けて発売されたバージョンもあり、テキストは英語に対訳されているが、音声は日本版そのままとなっている。プリン/プリシア、茜、シリア、アクア、ディーブ、シルディ、μ-101などが改名されている。また、猥談系のコマンドや会話がより厳格に修正されており、たとえば6日プールでの事後のまりなの解答理由が「あれは諜報に携わる者じゃないとわからない気持ち。」では「It's a woman's sixth sense.（女の第六感）」という言い回しに変更されている。
出荷本数は累計9475本。
- 限定、特典、廉価版、移植
  - 『EVE burst error 初回限定15,000本“プレミアム・マウスパッド付”バージョン！』 - 初回限定版。ボックスアート（以下BA）は裸体の真弥子が描かれたデザイン。
  - 『EVE burst error Millenium BOX 2000』 - 新たな限定版。下記のDVD-ROM版より後発だがソフト本品はCD-ROM版となっている。
  - 『EVE burst error DVD-ROM版』 - 指定OSからWin95が除外されている。なお、後年のPLUS18禁版における商品タイトルと似ているため混同されやすい一面がある。BAは原典とほぼ同じ。
  - 『EVE burst error』 - ダウンロード版。DMM.comのウェブサイトでは18禁ゲームとして扱われているが、内容はR指定そのままである。アイコンはSS版を加工したデザイン。
  - 『EVE burst error』 - 北米版。
- 音楽
  - 『EVE burst error 小次郎編』キングレコード、1998年4月24日発売、品番 KICA-1210 - オーディオドラマ（ドラマCD）のシリーズ。全4作。
  - 『EVE burst error まりな編』同上、 1998年6月26日発売、品番 KICA-1213
  - 『EVE burst error エルディア秘録編』同上、1998年10月23日発売、品番 KICA-1218
  - 『EVE burst error EXTRA』同上、1999年5月28日発売、品番 KICA-1225
  - 『EVE burst error ORIGINAL SOUNDTRACK』同上、1998年11月27日発売、品番 KICA-1219 - 30+書き下ろし3曲のみ収録。カバーアートが原作のボックスアートの流用のため勘違いしやすいが、収録曲はSS/Win95版のものである。

### EVE burst error PLUS
CERO規制のコンシューマーゲーム作品。
『EVE burst error PLUS 』は2003年7月24日に発売されたPlayStation用ソフトであり、SS/Win95版準拠のリメイクにあたる。当記事では混同を避けるために略記ではPLUSとする。
キャラクターデザイン&原画の一新、新規の動画パートの追加、BGMのリミックスなどが施されており、音声も新録されただけでなくまりな・真弥子・源三郎役などが変更された。
新たに追加された機能に「C-motion」と名付けられた感情の変化をほぼ完全に視覚化する演出が追加されており、過去作では基本の静止画の表情か別の差分程度でしかなかったが、アニメーションを用いることでより滑らか且つ細やかにテキスト上の心情や口調と合致する表情に変わったり全身でのリアクションもとるようになった。
今作ではシナリオの加筆やイベントの変更があったほか、エピローグ直前の犯人解答が排除されたためエンディングは1つになった。
システム上の変更点としては、本篇スタート時の主人公選択が削除され、物語の開始が小次郎編に固定されたことがあげられる。（直後にチェンジは出来るが、初見でまりな編からは始められない）。
また、キャラクターのデザインやユーザーインターフェース、フォントが変更されたほか、テキストの再改定も行われた。例えば、冒頭での「ルンペンの溜まり場」という表現は「お子様の遊び場」に変更されたほか、他作品に関する言及も同様に変更された。さらに、イベントシーンにおける説明調の独白は要約した台詞に差し替えられた。
出荷本数は累計4万5000本。
- 限定、特典、廉価版、移植
  - 『EVE burst error PLUS 限定版DVD-BOX』 - 初回限定版。内容物：DVDサウンドノベル「EVE Memories」、設定資料集「EVE Encyclopedia PLUS」。
  - 『EVE burst error PLUS ゲームビレッジ・ザ・ベスト』 - 廉価版。原版とは異なりCEROの審査対象となった。
  - 『이브 버스트 에러 플러스』 - 韓国版。
- 書籍
  - 『EVE burst error PLUS オフィシャルガイド』エンターブレイン、2003年8月7日。ISBN 4-7577-1558-7。
  - 桜庭一樹『EVE burst error PLUS サヨナラキョウコ、サヨナラセカイ』同上、2003年8月20日発売、ISBN 4-7577-1547-1

### EVE
当記事では混同を避けるために略記ではPLUS18禁版とする。18禁作品。
役職の変更や不参加などの差異はあるが『PLUS』とほぼ同じスタッフの手による逆移植作にあたり、特典として原作と『Win95版悦楽の学園』の2作が完全移植にて同梱されている。
今作では担当者の中川、林ほかの手によって『PLUS』で収録されていた声がほぼ全て変更され、女性キャラ関連のイベント原画の多数に松本自身の手でアダルト描写が加筆された 点で異なるが、メインのテキストは『PLUS』準拠のため原作で散見された猥談系のコマンドや会話はほぼ無かったり、氷室の学校前での転倒やディレクタールームでの机の下における原画は『PLUS』の流用でありパンチラ再現はされていないなど、「ある・ない」の部分で大量のバラつきがある。
最も大きい差異は原作に存在したヌード描写があるイベントや直接的性交のアダルトシーンの復活（採用）で、前任者である田島直の原画をほぼ忠実にトレースした松本による書き下ろし分が、小熊、宮本ほかの手によって選別された原作準拠のテキストと共に追加挿入されているためオリジナルEVEのリメイクと言えなくもない内容になっているが、以下のような異なる点が数多い。
1. テキスト中の心の声的な独白（解説）分を、全て要約しての台詞に置き換えている。
2. シリアと小次郎の行為から液体描写が無くなっている。
3. ホテル410号室での二階堂と茜が『PLUS』を流用しただけで、向い合っている両者がブラインド越しに見えている状態で原作テキストと体位での性交が進む。さらに前述の通り本筋は『PLUS』のままなので、以下の通り大半のアダルトシーンの前後でつじつまが合っていないミスや矛盾が生じてもいる。
4. シリアとの事後の呼び鈴への返事が、直立している原作に合わせて普通に喋る新規テキストに変更しているのに、弥生が見ている小次郎とシリアは原画が裸体化されてはいるが体勢は『PLUS』でのマウント状態のままなので、正真正銘の誤解が前提になっている『PLUS』展開で弁明を続けていく[注 20]。
5. 女子寮での氷室と小次郎は『PLUS』の展開ではなく、原画は原作準拠、シナリオは行為に至るまでがSS/Win95版、行為が原作準拠になっているため、目隠しの加筆が無いまま有る体で喋っていたり、SS/Win95版での背中を流している原画が無いため原作の向い合って浴槽に浸かっている画で進んでいく[注 20]。加えて、事後の「もうちょっと、こうしてたいね。」の台詞後は、いずれも暗転を挟んで着衣姿に戻り対話を経て転職を認めさせる展開になっているが、それらが全て欠落しており、一段落してからの台詞「もう電話止めてるのよ‥‥。」辺りにいきなり繋がるというカット飛び（バグ）がある。
6. トリスタン号での弥生との行為がプリシア目撃「後」からに変わっており、「前」から始まり立ちながらの原作1回目の原画で「後」からの2回目のキッチンでの行為に及ぶため、順番・体勢・回数・子供の話に至る既成事実の全ての整合がとれていない。

細かい点では、ホテルの貼り紙が「L2か×ボタンを押すと速く表示されるわよ!」のままだったり、メッセージウィンドウが縮小されておりオン状態の原画の表示面積が増えている。
なお、先発のWin95版における同電子媒体版と名称の1つが似ているため混同されやすい一面がある。
- 音楽
  - 『EVE オリジナルサウンドトラック』ホビレコーズ、2003年11月28日発売、品番 HBM-006 - 14+書き下ろし1曲のみ収録。

### burst error -EVE The 1st.-
当記事では混同を避けるために略記では1stとする。CERO規制のコンシューマーゲーム作品。
スタッフはSS/Win95版の数名と当作からの新メンバー。キャラクターデザイン&原画・BGM・声の一新、コマンド選択の廃止などが施されたほか、オリジナル含むキャラクターの増減・ストーリー・設定・トリックなども原作から変更されているため、正確にはリメイクではなくリブートさせた内容となっている。

#### 登場人物
法条 まりな（ほうじょう まりな）
- 声：遠藤綾

桂木弥生（かつらぎ やよい）
- 声：成田紗矢香

氷室恭子（ひむろ きょうこ）
- 声：今井麻美

エルディア国際学校の生徒で、好奇心旺盛な子供ないし中学生にしか見えない。
甲野三郎（こうの さぶろう）
- 声：園部啓一

柴田茜（しばた あかね）
- 声：三宅華也

グレン
- 声：川原慶久

プリシア・レム・クライム
- 声：長谷川明子

料理・洗濯がかなり上手。自由気ままな振る舞いが見られる。
御堂 真弥子（みどう まやこ）
- 職業：エルディア国際学校・生徒
- 声：水原薫

二階堂進（にかいどう　すすむ）
- 声：川野剛稔

香川 美純（かがわ みすみ）
- 声：城雅子

桂木 源三郎（かつらぎ げんざぶろう）
- 声：麦人

シリア・フラット
- 職業：エルディア国際学校・科学教師
- 声：植竹香菜

ロイス・御堂 (ロイス みどう)
英名表記はLouis Midou。
- 職業：エルディア国外務省所属駐日大使
- 声：太田哲治

東洋人系帰化エルディア人。元の国籍は日本。前国王政権下では外務大臣を務めるが、崩御後は大臣職を退き在日大使として来日。
孔雲樵（こう　うんしょう）
- 職業：エルディア国際学校・校長
- 声：河本邦弘

ディーブ
- 声：河本邦弘

元チャイニーズマフィア。
アクア・ロイド
冒頭で小次郎と一夜の肉体関係を結んだオッドアイの女性だったが、翌日に惨殺死体となって発見される。先代エルディア国王の父の子で、先代国王の異母姉妹。
シルヴィ
- 声：片岡あづさ

ラウンズマンと呼ばれる謎の存在の命令を受けていた事がエピローグにて判明。自分達を知るディーブや御堂の抹殺を任務として命令されていた模様。
サラ
ラウンズマンと呼ばれる謎の存在の命令を受けていた事がエピローグにて判明。自分達を知るディーブや御堂の抹殺を任務として命令されていた模様。
エルディア前国王
物語開始の数十年前にエルディアで共産主義革命が起こり、当時子供であった彼は前国王とともに他の王族を見捨てアメリカへ逃亡。その後亡命政府を率いてエルディアへ戻り革命政府を打倒し、若き国王となりエルディアに王制を復活させる。そして亡命時に見捨てられた他の王族が自分たちを恨んでいることを知り彼らを粛清。しかし王制復帰の数年後、国王は世継ぎのいないまま急死。
松苑雪乃（まつぞの　ゆきの）
- 声：たかはし智秋

エルディア国際学校の養護教諭。人懐こく明るい性格をしている。その正体は他国のスパイで、日本政府の見解ではC計画の情報や研究結果の奪取が目的としている。本名は苑雪（えんせつ）。
ネル
- 声：清水愛

プリシア御付のメイドを務める、日本生まれのエルディア人。思考はプリシア優先でまたプリシアからは妹のように想われている。プリシア一家を慕う彼女の両親は、飛行機で日本へ逃亡したプリシア一家を追って徒歩・バス・ヒッチハイクで7か月かけて日本へ向かった。
伊吹多聞
- 声：金光宣明

所轄警察署事件課所属の部長刑事。小次郎の師である桂木との付き合いが長く、小次郎のことを小僧扱いしたがる。
青海慎吾
人気若手俳優で、桂木探偵事務所へ身辺警護の依頼をする。左右の眼の色が異なるオッドアイ。その正体はエルディア先代国王の隠し子。
アキ
桂木探偵事務所の事務員。
アラムとヴィダ
プリンを追う黒服の男たち。小次郎に撃退される。正体はレム・クライム家に仕える使用人でプリシアの護衛。黒服の護衛たちはアラムとヴィダのほか、ユスフムという人物もいる。
飛刀
読み方は“フライングダガー”。アメリカでエルディア次期国王の候補者を殺害して回る、ディーブ一味の殺し屋。元はエルディア公安局時代の源三郎の直属の部下。冷酷で機械的に命令をこなす男で、源三郎自ら暗殺術を仕込んだ。

### EVE burst error R
当記事では混同を避けるために総じての略記ではR、機種で区別する略記ではR Vita(R Vita DL)版とR Win(R Win DL)版とR Switch版とする。CERO規制と一部推奨指示によるコンシューマーゲーム作品。初回限定特典は100ページを超えるカラー原画集。18禁版として『 EVE burst error A』も発売された。
キャラクターデザイン&原画には原作およびSS版含Win95版を最後に長らく不参加だった田島直が復帰した。
『PLUS』の「C-motion」ほどではないものの、今作では静止画の上だけではあるが目線が動いたり口パクをするようになっているほか、「AE（アフターエフェクツ）アニメーション」と名付けられた映像効果によって拳が震えていたり、ガン・ファイアが発生していたりする。
システム上の変更点としては、移動コマンド選択時に適切な行き先を表示するルートナビゲーション機能とコマンドから対象が自動再選択されるワンタッチリピートボタンが追加されたことがあげられる。
BGMの編曲はishidaが担当した。

## 開発
シナリオの剣乃ゆきひろが関わったのはオリジナル版（PC-98版）のみであり、完成直後にシーズウェアを退社している。以降の同作のリメイク版、後続シリーズには関わること無く、2011年に他界した。同年にはサウンドを担当した梅本竜も他界している。逆に原作にてCGスタッフの1人だった野口征恒、セガサターン版から参加した見留明広や渡辺豪などは複数作に関わっている。

### BGM
オリジナルスタッフは梅本竜、高見龍の2名。SS/Win95版は非公開の別人、PLUSシリーズはサウンドエイムス（道下桃）、Rはyouyaishida（studio jaquazz）が務めた。
梅本は本作の音楽の方向性をハードボイルドにしたいと考え、その雰囲気を音楽で表現するのに苦心した。その中でパット・メセニー・グループやエリック・クラプトンといったアーティストから影響を受けつつも、様々な資料を集めたり調べた上で作曲を行った。
高見は当時の様子について、「梅本君に呼ばれてテスト版で遊んだら、いきなり手伝うように言われ、合いそうな曲を書いてほしいと頼まれてアバウトに書いた」と、オートマトンとのインタビューの中で振り返っている。
たとえば、高見が最初に作った楽曲であるハッキングのシーンの音楽（「No.38 ハッカー」）は、梅本の作ったモールス信号のような音の繰り返しを面白いと感じて曲であり、ハッキングシーン専用に作られたわけではないものの、高見が作った後にプログラマーの菅野がハッキングのシーンに合っていると感じて採用された経緯がある。

### EVE burst error Rの開発
本作はRED FLAGSHIPのブランドEl Diaの第1弾としてリマスターが行われた。
El Diaのプロジェクト統括者はファミ通とのインタビューの中で、「本作と『DESIRE』の版権をホビボックスが持っていたことが判明したものの、出演声優の事務所の中には本作を知らないところもあったので、事務所への経緯の説明をはじめとする権利などの調整作業に1年近くかかってしまった」と振り返っている。
版権問題を解決した後は、素材の収集が行われた。
El Diaが関係者に問い合わせたところ、「箱にまとめて倉庫に保管している」ということ以外の詳細は誰も知らないことが判明し、まずは倉庫にあった箱や古いハードディスクを送ってもらい、全てEl Dia側で調べることとなった。ただ、素材が古いということもあり、すべてそろっているわけではなく、データ化してもそのまま使えるわけではなく、SS版やPlaystation 2版PLUSの素材も流用の対象となった。また、これ以外にも田島が新たに書き下ろした原画も追加された。。
El Diaの開発チームは、残されたイベントCGの線画をスキャンし、画面アスペクト比を発売当時主流だった4:3から16:9に調整してから、書き足しや彩色の調整などを行った。
El Diaのプロジェクト統括者は前述のインタビューの中で、「開発体制が現在とは異なるため、『誰にどの作業を頼むか』ということがリマスター作業の中で一番苦労した」と述べつつも、面白い作業でもあったと振り返っている。
スクリプトデータは残存していたものの、そのままでは古臭く見えてしまうおそれがあったため、当時の印象を守りつつも現代流にアレンジするという手法がとられた。また、SS版以降に追加されたムービーの素材は全部残っていたわけではなかったため、El Diaの開発スタッフは実際のSS版のムービーを見て調整しつつも、現代に合った演出などを追加した。

## 評価
- EVE burst error [イヴ][1]
  - 月刊デジタルメディアインサイダー - 1995年11月1日 - 30日集計で2847ポイント（売上本数かは不明）、全パソコンソフト中の15位。
  - FCGAMEX（ニフティのフォーラム） - 1996年1月4日 - 23日集計の「貴方が選ぶベストゲーム'95」で、ベストシステムXゲーム特別賞&ベストシナリオXゲーム特別賞1位、ベストサウンドXゲーム特別賞2位、ベストグラフィックXゲーム特別賞3位。「貴方が選ぶベストゲーム'96-'01」で、1996年が6位、1997年が6位、1998年が7位、1999から2001年間が20位圏内。
- EVE burst error (セガサターン)
  - ファミ通 - クロスレビューでは22/40点。1996年12月20日号（NO.420）から1997年12月19日号（NO.472）集計「読者が選ぶTOP20」では年間総合16位。
  - セガサターンマガジン - 1997年間の「読者レースランキング」で最高2位、最低13位、12月12日号（Vol.45）で最終7位（10点満点中の全投票平均は9.4101点）、セガサターンソフトとしては1位。
  - 電撃王 - 「第3回 電撃王ゲームソフト大賞 トレンド賞」9位、「第3回 電撃王ゲームソフト大賞 ヒートアップ賞」8位。
- EVE burst error (Windows 95)
  - FCGAMEX（ニフティのフォーラム） - 1998年2月1日 - 7日集計「貴方が選ぶベストゲーム'97」で、ベストXゲーム部門20位、ベストシステムXゲーム部門16位、ベストシナリオXゲーム部門13位。
- EVE burst error PLUS
  - ファミ通 クロスレビュー - 30/40点のシルバー殿堂入り。

ねとらぼのにゃるらは本作について、「夜の喫茶店で学校の同級生らと裏社会について話し合うという、学生時代に想像したかっこいいハードボイルドっぽさを突き詰めた内容」と評した。